# Dual Pixel

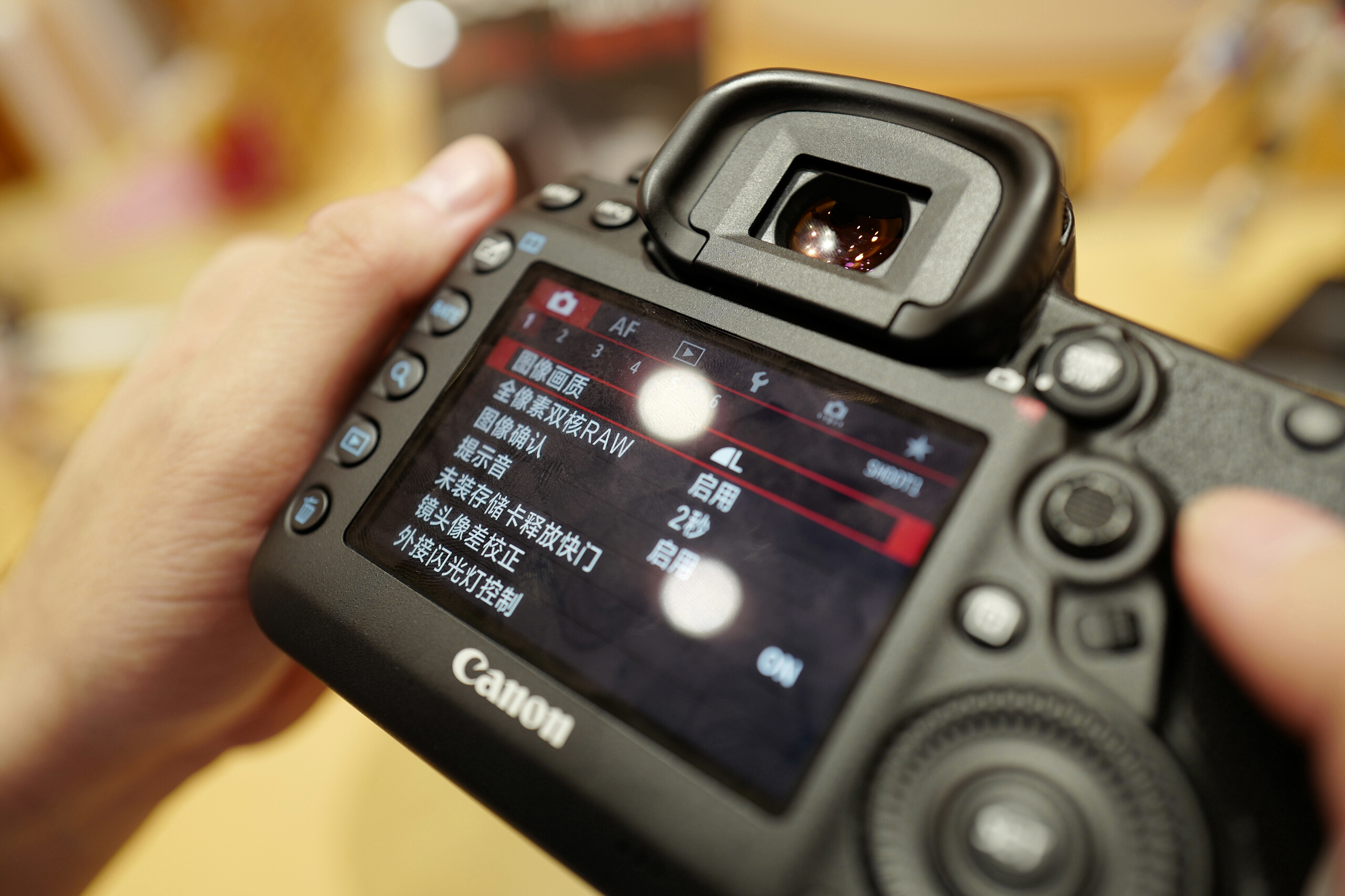
佳能 EOS 5D Mark IV，菜单中的全像素双核RAW选项。

Dual Pixel 是一种图像传感器上的功能设计，最早由佳能公司在EOS 70D上推出，之后普及到新推出的EOS机型上。三星公司的Galaxy S7上相机模块也配置了该种排布。
该功能在不同区域译名也并不一致，中国大陆称之为全像素双核，香港地區和台湾称之为双像素。

## 概述
Dual Pixel虽然名称中带有像素(Pixel)称呼，但却是一种在子像素(Subpixel)层面的改进设计，在拜耳滤镜（Bayer filter）结构前提下，于每一个彩色微透镜下布置互相独立的成对光电二极管。根据不同需求，读取半(子)像素或全像素資訊以进行后期处理。
其早期出现是以加强即時取景下的混合对焦能力为目的而建构的，后来随硬體开发而获得更多应用空间。

## 功能

### Dual Pixel CMOS AF
Dual Pixel构造最初用于加强片上相位对焦点的分布与成像能力。究其原因在于数码单反相机实时取景（Live View）时，反光镜构造下的传统对焦系统无法工作，而佳能的对比度对焦算法相对较为缓慢。
2010年，富士胶片在成像传感器上镶嵌相位对焦传感器，代表机型为F300EXR。核心技术在于，使用传感器上的成对像素点，对其进行半遮蔽处理，使其构成相位检测点。该技术极大程度推动了数码无反和手机拍摄模块的自动对焦能力发展，也成为其他传感器生产企业的效仿对象。其缺点在于进行了遮蔽处理的像素只能用于自动对焦，无法参与成像。
佳能公司也曾经推出名为Hybrid CMOS AF的内嵌相位点混合对焦技术，而其后继者便是Dual Pixel CMOS AF；Dual Pixel将子像素获取的光线分为两半，单独读取成对像素的各一半資訊，即构成了相位对焦点；而在曝光时，子像素同时读取一对光电二极管資訊，即构成完整像素。这样的设计，克服了内嵌相位点像素无法参与曝光而只能使用插值方式恢复（影响相对较小），以及可以在较大区域布置海量对焦点，共同辅助对焦（70D为例，分布于中心区附近横竖约80%范围）。

### Dual Pixel RAW
佳能公司在2016年发布的EOS 5D Mark IV上，推出了 Dual Pixel RAW 功能。支持以RAW格式记录全部光电二极體获取資訊，得到的RAW文件相比正常约为两倍大小。
佳能随5D4推出了三项拍摄后微调功能：
- 解像感补偿（Image Microadjustment）
- 虚化偏移（Bokeh Shift）
- 减轻鬼影（Ghosting Reduction）

## 评价与反响
相机器材媒体们对Dual Pixel RAW功能提供的三项微调颇有微词，例如DP Review认为解像感补偿仅仅视作后期的一种AF微调手段，而Photoblog.hk则表示鬼影控制功能略显不够彻底。
而 IMAGING RESOURCE 转载了Iliah Borg（为RAWDigger图像查看器作者）文章，表示 Dual Pixel RAW 可以给出额外的一档宽容度空间。

## 相关机型
以下机型具有Dual Pixel设计：
- 佳能
  - 数码单反相机
    - 佳能 EOS 70D (2013)
    - 佳能 EOS 80D (2016)
    - 佳能 EOS 90D (2019)
    - 佳能 EOS 7D Mark II (2014)
    - 佳能 EOS 5D Mark IV (2016)
    - 佳能 EOS 6D Mark II (2017)
    - 佳能 EOS 1D X Mark II (2016)
    - 佳能 EOS 77D (2017)
    - 佳能 EOS 800D (2017)
    - 佳能 EOS 200D (2017)
    - 佳能 EOS 200D Mark II  (250D) (2019)
    - 佳能 EOS 850D (2020)
    - 佳能 EOS 1D X Mark III (2020)

  - 数码无反
    - 佳能 EOS M5 (2016)
    - 佳能 EOS M6 (2017)
    - 佳能 EOS M100 (2017)
    - 佳能 EOS M50 (2018)
    - 佳能 EOS M200 (2019)
    - 佳能 EOS M6 Mark II(2019)
    - 佳能 EOS M50 Mark II(2020)
    - 佳能 EOS R (2018)
    - 佳能 EOS Ra (2018)
    - 佳能 EOS RP (2019)
    - 佳能 EOS R5 (2020)
    - 佳能 EOS R6 (2020)
    - 佳能 EOS R3 (2021)
    - 佳能 EOS R7 (2022)
    - 佳能 EOS R5C(2022)
    - 佳能 EOS R10(2022)
    - 佳能 EOS R6 Mark II (2022)
    - 佳能 EOS R50 (2023)
    - 佳能 EOS R100 (2023)
    - 佳能 EOS R8 (2023)
    - 佳能 EOS R5 Mark II(2024)
    - 佳能 EOS R1(2024)
    - 佳能 EOS R50V(2025)

  - 小型數位相機
    - 佳能 PowerShot G1X Mark III (2017)

  - 视频摄像机
    - 佳能 EOS C100 (2012，于2014年固件开启[13])
    - 佳能 EOS C100 Mark II (2014)
    - 佳能 EOS C300 (2011，于2014年固件开启[14])
    - 佳能 EOS C300 Mark II (2015)

部分镜头支持需查看官方说明
- 三星
  - Galaxy S7/S7 Edge[1]
  - Galaxy S8/S8 Plus
  - 三星Galaxy Note 8
  - 三星Galaxy S10e
  - 三星Galaxy S10
  - 三星Galaxy S10+

HTC
  - HTC U11

ASUS
  - ZenFone 4 (2017)
  - ZenFone 4 Pro